# Jean Desmarets (homme politique)
Pour les articles homonymes, voir Jean Desmarets et Desmarets.
Jean Desmarets  est un homme politique français étiqueté divers droite né le 3 juin 1910 à Flers-Lez-Lille (Nord) et décédé le 23 octobre 1999 à Lille (Nord).

## Biographie
Jean Desmarets est chef de char et prisonnier pendant la Seconde Guerre mondiale.

## Carrière
Jean Desmarets succède au socialiste Alfred Dequesnes en 1947 comme maire de Flers-lez-Lille. Il reste vingt-trois ans à ce poste. Lors de la fusion de Flers-lez-Lille avec les villages d'Ascq et d'Annappes, il devient maire provisoire de la ville nouvelle de Villeneuve-d'Ascq.
Il est élu maire de Villeneuve-d'Ascq de 1971 à 1977, date à laquelle il ne se représente pas. Il est sénateur du Nord de 1974 à 1983.

## Hommages
Le salon d’honneur-salle des mariages de la Mairie de quartier de Flers Breucq porte son nom,.
En février 2010, son nom a été donné au parc/square situé derrière la Mairie (parc du centre administratif communal Jean-Jaurès), à Flers Bourg,.

## Fonctions politiques

### Mandats locaux
- 1947 - 1970 : maire de Flers-lez-Lille.
- 1970 - 1971 : maire provisoire de Villeneuve-d'Ascq.
- 1971 - 1977 : maire de Villeneuve-d'Ascq.